# گمینا پادف نارودووا
گمینا پادف نارودووا (به لهستانی:  Gmina Padew Narodowa) یک گمینا در لهستان است که در شهرستان میلتس واقع شده‌است. گمینا پادف نارودووا ۷۰٫۵۵ کیلومتر مربع مساحت و ۵٬۳۵۲ نفر جمعیت دارد.